# Хоубракен, Арнольд
Арнольд Хоубракен (нидерл. Arnold Houbraken; 28 марта 1660, Дордрехт — 14 октября 1719, Амстердам) — нидерландский живописец, писатель, историограф. В истории искусства известен главным образом в качестве биографа голландских художников Золотого века искусства Нидерландов.

## Биография
Сначала Арнольда Хоубракена отправили учиться к ткачу и торговцу тканями Иоганнесу де Хаану. Последний и сам был художником, учившимся у Николаса Маса (1634—1693). Почувствовав талант молодого Хоубракена к живописи, он познакомил его с гравюрой и помог ему пройти обучение. В 1672 году Арнольд Хоубракен поступил учеником в мастерскую Виллема ван Дрилленбруха, и в 1673 году — Якоба Левека (1634—1675). Затем, в 1674—1678 годах Хоубракен работал под руководством Самюэла ван Хогстратена (1627—1678). В 1678 году он закончил обучение и вступил в дордрехтскую Гильдию Святого Луки.
Писал он преимущественно портреты и картины на исторические, библейские и мифологические сюжеты. Занимался иллюстрированием книг. Около 1709 года по приглашению Йонаса Витсена переехал из Дордрехта в Амстердам, и в 1713 году отбыл на девять месяцев в Англию. Его зарегистрированными учениками были Маттейс Бален, Йохан Грeм и его сын Якоб (Якобус). Хоубракен также считается одним из родоначальников жанра фигур-обманок.
В 1685 году Хоубракен женился на дочери медика Саре Сасбут (Sara Sasbout, 1662—1729). В этом браке у них родились десять детей, из которых трое — дочери Антонина (1686—1736) и Кристина (1695—1760), а также сын Якоб (1698—1780) стали художниками.

## Арнольд Хоубракен — историограф и теоретик искусства

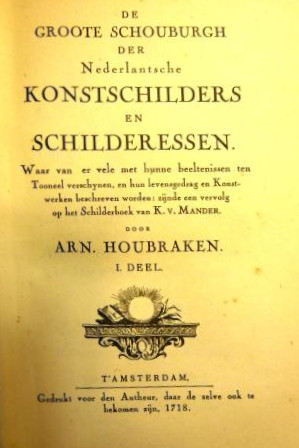
Титульный лист издания первого тома «Великий театр нидерландских художников и художниц». 1718

Обладая незаурядными познаниями в истории, архитектуре и изобразительном искусстве, Хоубракен опубликовал в 1700 году книгу «Описание символов» (Tooneel van sinnebeelden) — основанное на «Иконологии» Чезаре Рипы, переведённой на голландский язык в 1644 году. Гравюры книги были призваны дать художникам наглядные образцы различных символов и эмблем.
В 1714 году Хоубракен завершил книгу «Назидательные эмблемы» (Stichtelyke zinnebeelden), написанную в соавторстве с Гезином Бритом, написавшим стихи, сопровождающие описания и изображения эмблем, которые Хоубракен вместе с другими выгравировал на меди (всего 57 гравюр). Работа появилась посмертно в 1723 году.
Его первой попыткой создания поучительного руководства для художников была книга «Содержание украшений изображений» (Inhoud van 't Sieraad der Afbeelding), которая была задумана как своеобразный путеводитель по темам и сюжетам живописи.
В 1717 году Хоубракен начал свой самый важный труд по истории нидерландской живописи: биографии около 550 голландских и фламандских художников, включая скромное количество художниц: «Великий театр нидерландских художников и художниц» (De Groote Schouburgh der Nederlantsche Konstschilders en Schilderessen). Опубликованный в 1718—1721 годах, он был задуман в качестве продолжения знаменитого трактата Карела ван Мандера «Книга о художниках» (нидерл. Het Schilder-Boeck, буквальный перевод: «Книга живописи», или «Книга изображений») — первого искусствоведческого трактата в Северной Европе (1604). Одним из источников также послужила «Немецкая академия зодчества, ваяния и живописи» (Teutsche Academie der Edlen Bau-, Bild- und Mahlerey-Künste) Иоахима фон Зандрарта 1675—1679 годов.
Труд Хоубракена состоит из трёх частей. Первый том биографий художников начинается в 1466 году, а третий том заканчивается художниками, родившимися до 1659 года. Хоубракен намеревался написать четвёртый том, но безвременно скончался в 1719 году. Его сын Якоб проиллюстрировал издание гравюрами. Хоубракен, оплакивавший упадок живописи в своё время, писал, что его намерением было сохранить память о художниках славного семнадцатого века и побудить учеников подражать совершенству их творений. Когда Арнольд Хоубракен скончался, Якоб помогал матери с последними корректурами рукописи перед публикацией. Второе издание этой работы было напечатано в Амстердаме в 1753 году. Это литературное произведение является и в наше время важным историческим источником.
Через тридцать лет после смерти Хоубракена вышло второе издание «Великого театра нидерландских художников и художниц» в несколько изменённой форме. Факсимиле этого издания было опубликовано в 1976 году издательством Б.М. Israel BV в Амстердаме.
Первым биографом Хоубракена был Ян ван Гол (1685—1763), который продолжил его работу собственным трактатом 1750—1751 годов «Новый театр нидерландских художников и художниц» (De Nieuwe Schouburg der Nederlantsche Kunstschilders en Schilderessen). Однако в следующем столетии популярность произведений Хоубракена снизилась из-за некоторой субъективности и неточности изложения. Например, очерки о великих голландских мастерах Яне Стене и Рембрандте рассматривались историком и критиком Эдуардом Эрнстом Коллоффом как сомнительная выдумка и даже клевета. С конца XIX века искусствоведческая достоверность и значение сочинений Хоубракена стали предметом научных дискуссий. Неполный немецкий перевод Альфреда Вольфганга фон Вюрцбаха появился в 1880 году. Критическое исследование источников Хоубракена, проведённое Хофстеде де Гроотом в 1893 году, проложило путь к лучшему пониманию и реабилитации выдающейся работы Хоубракена. Историк искусства Вильгельм Френгер в начале своей университетской карьеры в 1913 году получил премию за изучение наследия Арнольда Хоубракена.

## Галерея

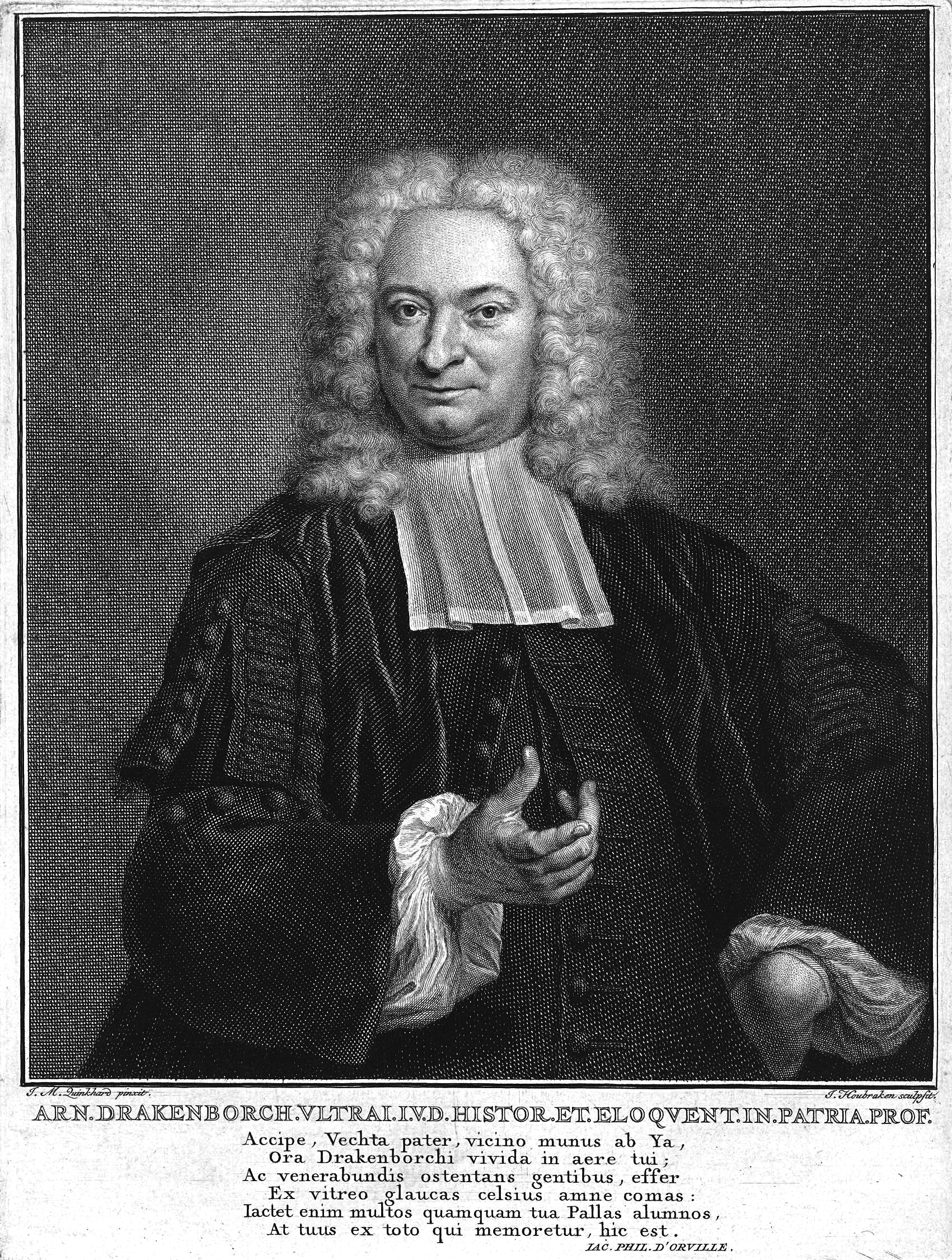
Портрет Арнольда Дракенборха. Между 1736 и 1738. Офорт
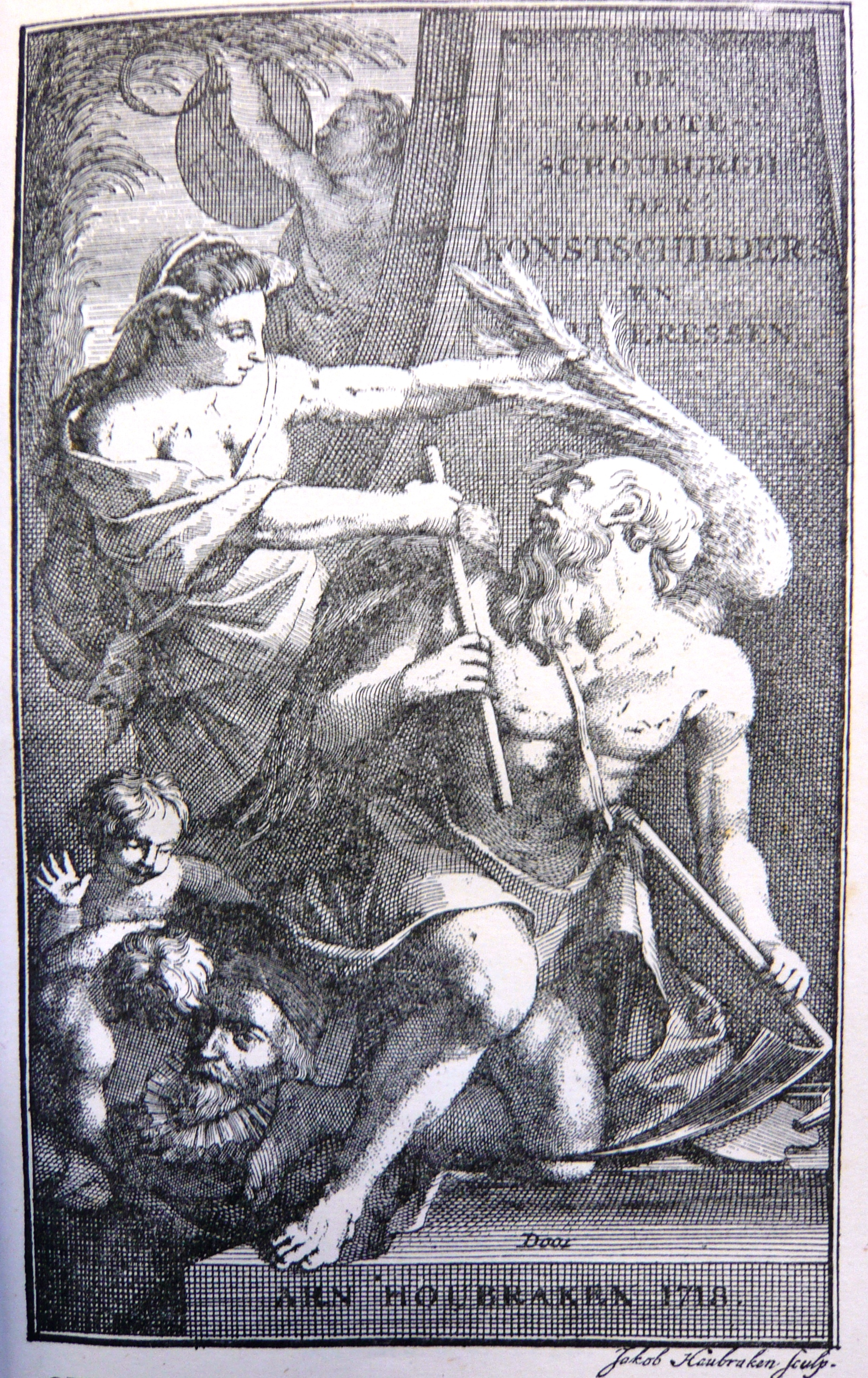
Фронтиспис первого тома издания «Великий театр нидерландских художников и художниц». 1718. Офорт
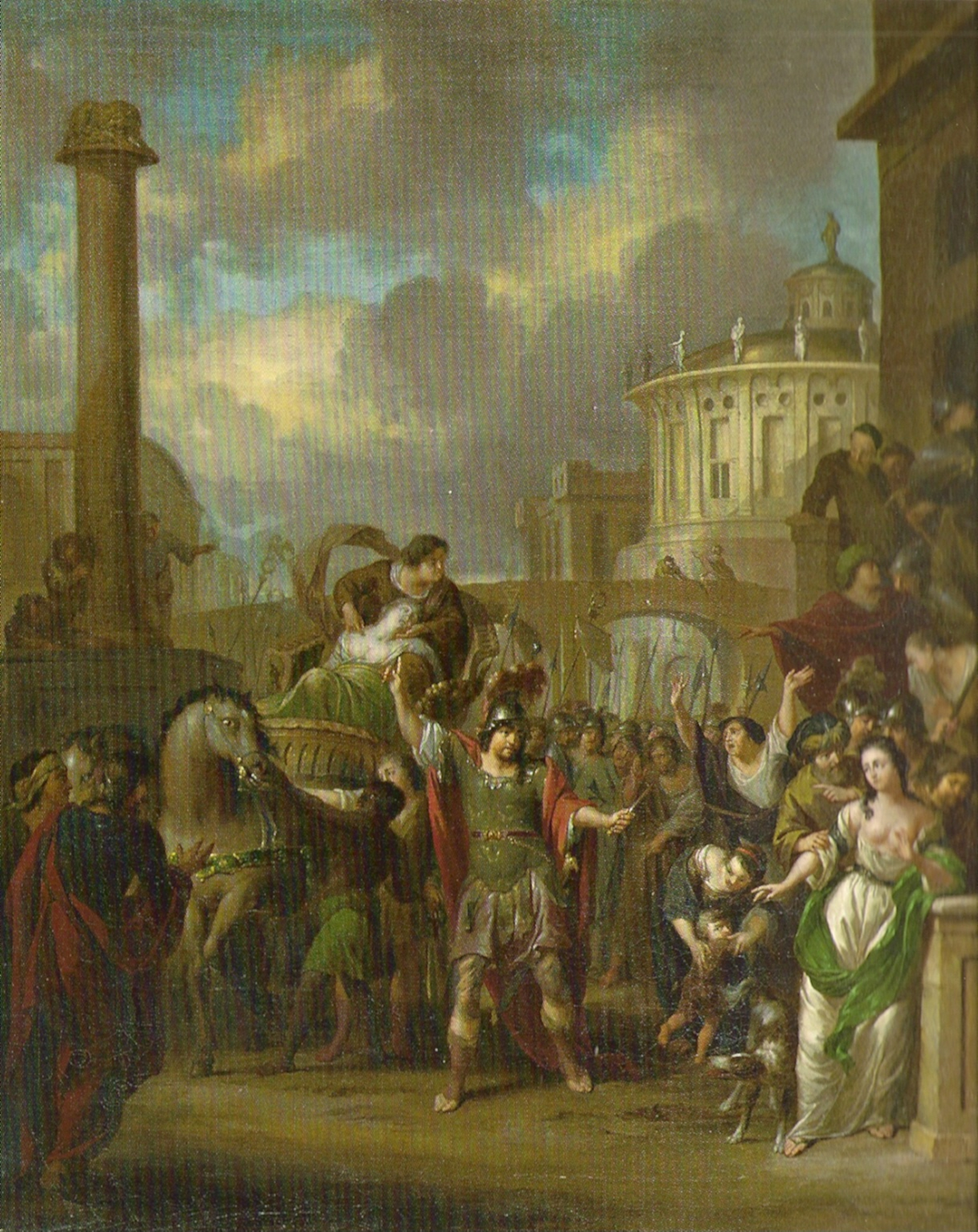
Приговорённую Вергинию проводят по улицам Рима. Ок. 1799. Холст, масло. Государственная галерея, Байройт
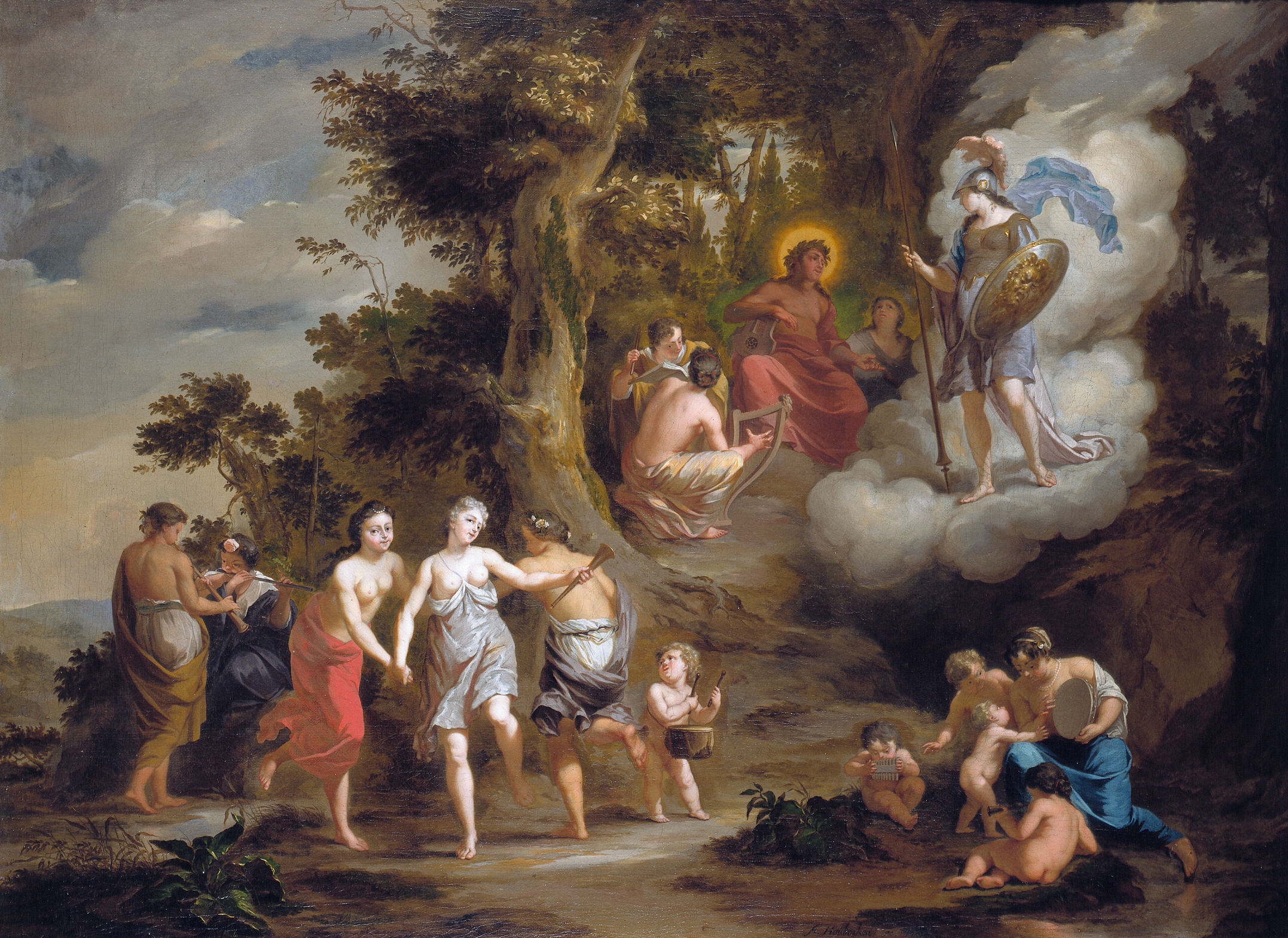
Афина Паллада навещает Аполлона на Парнасе. 1703. Холст, масло. Художественный музей, Дордрехт
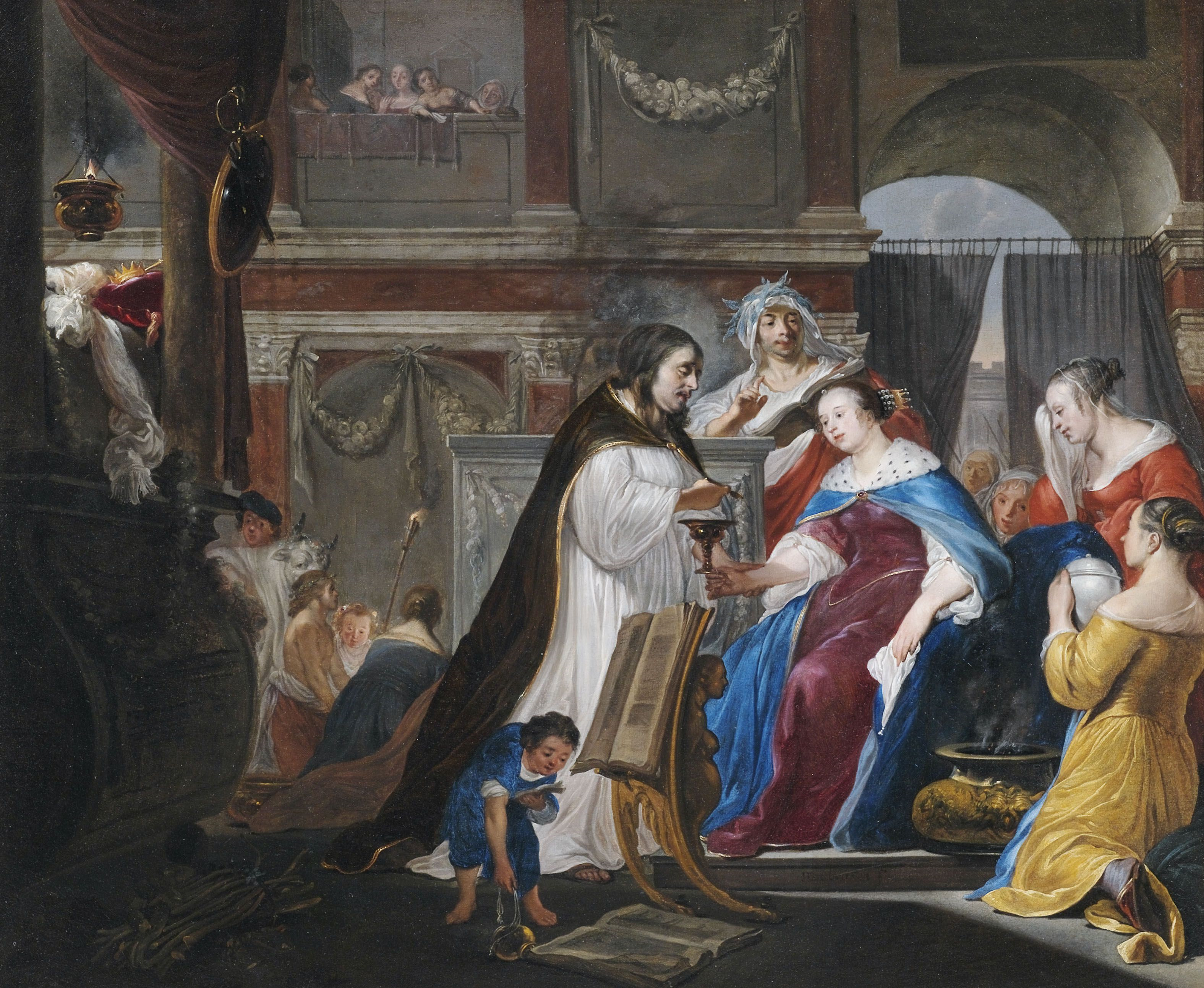
Траур царицы Артемисии по царю Мавсолу. 1719. Холст, масло. Частное собрание
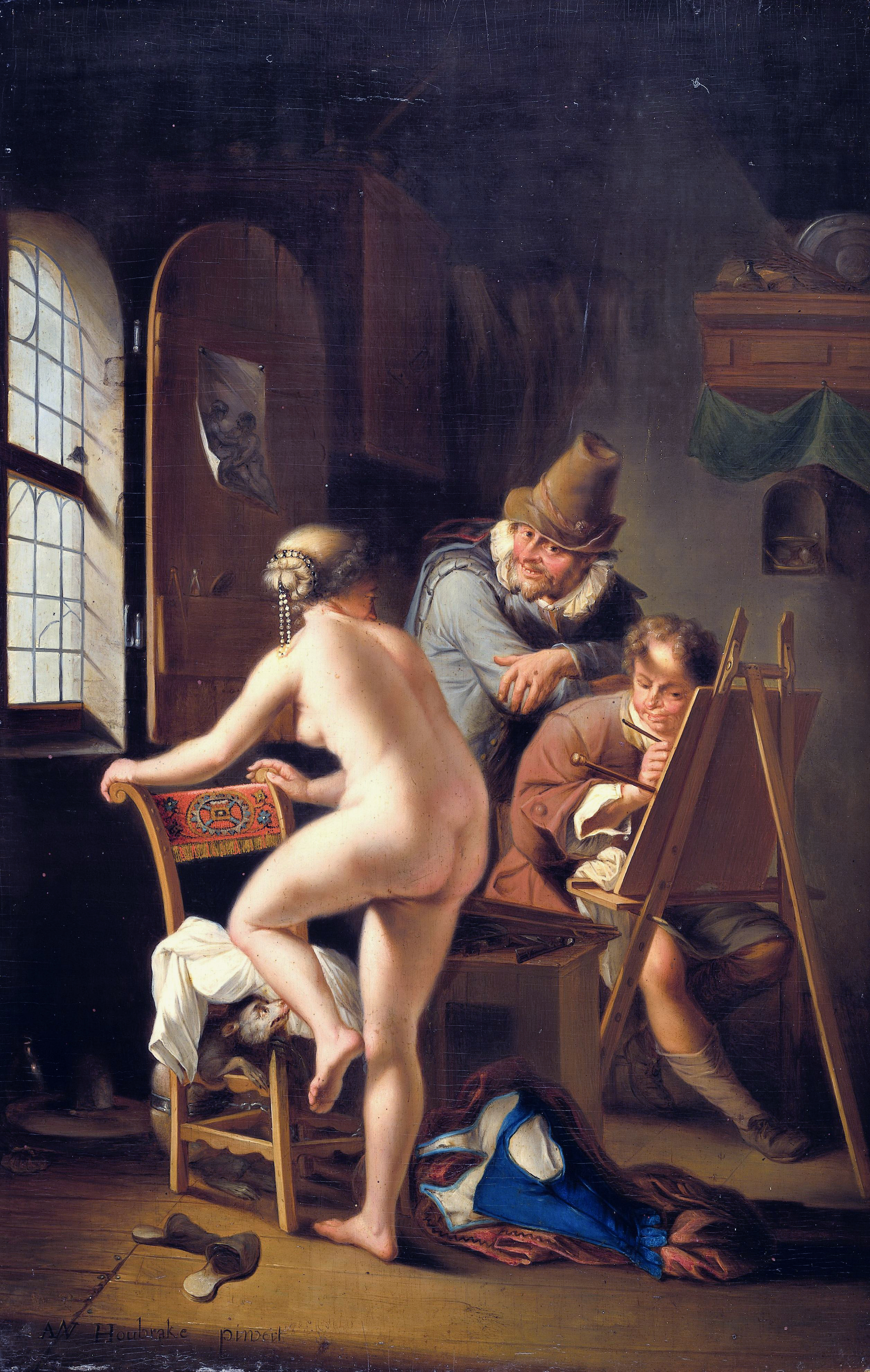
Художник и модель. 1690. Дерево, масло. Государственный музей, Эйнсхеде
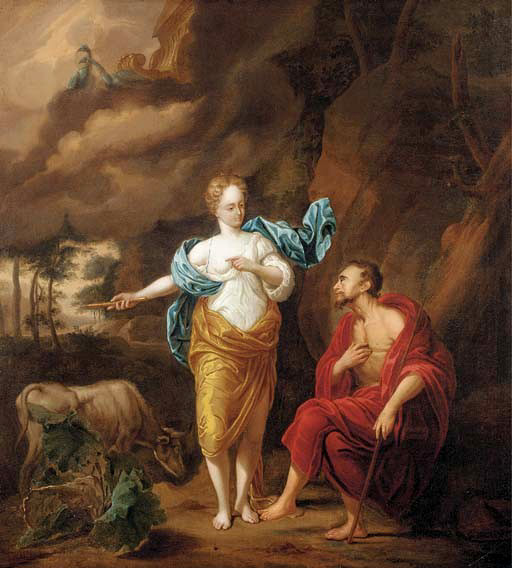
Юпитер, Юнона и Ио. Холст, масло. Частное собрание